# Phrynus purepechas
Espèce
Phrynus purepechas est une espèce d'amblypyges de la famille des Phrynidae.

## Distribution
Cette espèce est endémique du Mexique. Elle se rencontre au Michoacán, au Sinaloa et au Nayarit,.

## Publication originale
- Armas, Quijano-Ravell & Ponce-Saavedra, 2017 : Una especie nueva de Phrynus del occidente de México y nuevas localidades para algunos amblipigios de Michoacán y Guerrero (Amblypygi: Phrynidae). Revista Ibérica de Aracnología, vol. 30, p. 47-52.